# Przemówienie Andrzeja Towiańskiego w katedrze Notre-Dame w Paryżu
Przemówienie Andrzeja Towiańskiego w katedrze Notre-Dame w Paryżu – przemówienie mesjanistyczne, które wygłosił filozof i mistyk, Andrzej Towiański 27 września 1841 w katedrze Notre-Dame w Paryżu. Było to jego pierwsze przemówienie paryskie.

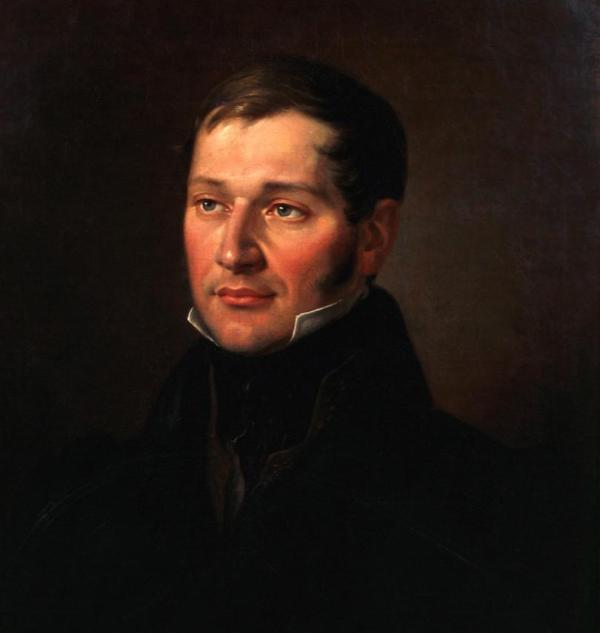
Andrzej Towiański, autor przemówienia

Towiański w 1840 opuścił rodzinny majątek w Antoszwińciach i przeprowadził się do Paryża. 27 września 1841 odbyło się w paryskiej katedrze nabożeństwo, na które Adam Mickiewicz zapraszał przedstawicieli polskiej emigracji ulotnym drukiem. Po nabożeństwie licznie zgromadzeni Polacy spotkali się w jednej z bocznych kaplic kościoła, gdzie przemówił do nich Towiański. Mowa nie została spisana na miejscu, jednak Eustachy Januszkiewicz odtworzył je później z pamięci lub notatek i jeszcze w 1841 opublikował w Dzienniku Narodowym (nr 28), gdzie piastował stanowisko redaktora. Przedmowa do tej publikacji pochodziła od Mickiewicza. Tekst był potem wielokrotnie przedrukowywany przez inne czasopisma (m.in. został rozesłany w postaci ulotek zatytułowanych Wezwanie do Emigracji Polskiej z powodu zawieszenia kopii obrazu Matki Boskiej Ostrobramskiej w kościele Św. Seweryna w Paryżu; 8 grudnia 1841). Mickiewicz w  rozmowie ze Stefanem Witwickim pochwalił tekst uznając go za wierny i zgodny z mową autora. W późniejszych latach Towiański zredagował swoje przemówienie na piśmie raz jeszcze i wydał wraz z innymi tekstami w Zurychu w 1877 w języku francuskim. Drugie wydanie było w szczegółach nieco inne i trochę rozszerzone.
Przemówienie było istotnym momentem życia Wielkiej Emigracji i stanowiło manifest ruchu moralno-religijnego Koła Sprawy Bożej (tzw. Towiańczyków), którego zręby zaczęły się kształtować wokół Towiańskiego od 1842. Ruch postulował stosowanie prawd ewangelicznych w życiu społecznym i politycznym. Wskazywał na kluczową rolę narodu polskiego w inicjacji tego procesu. Towiański rozpoczął przemówienie słowami, które otwarły działalność publiczną Chrystusa: Czas się wypełnił i bliskie jest królestwo Boże. Nawracajcie się i wierzcie w Ewangelię (Marek 1.15). Mówił potem, że Ewangelie są dla niego jedynym światłem i prawem – nie ma nic ważniejszego na Ziemi, a w Sprawie Bożej zawiera się cała przyszłość Polski, kamienia węgielnego zbawienia świata. To właśnie Polacy są wśród narodów słowiańskich tymi, którzy przechowali najlepiej ogień wiary chrześcijańskiej i mogą się stać zaczynem odrodzenia.
Przemowa nie została przez wszystkich przyjęta dobrze, np. Antoni Jan Ostrowski pisał: „uderzyło to wszystkich, dlaczego ani policja, ani księża francuscy nie sprzeciwili się takiej profanacji kościoła katedralnego”.